# Karta produktu ubezpieczeniowego
Karta Produktu Ubezpieczeniowego (KPU), Informacyjny Dokument Produktu Ubezpieczeniowego (ang. Insurance Product Information Document, IPID) – ustandaryzowany dokument zawierający kluczowe informacje o produkcie ubezpieczeniowym, przygotowany przez ubezpieczyciela w celu ułatwienia klientom zrozumienia oferty przed zawarciem umowy. Nie jest ona częścią umowy ubezpieczenia, ale ma charakter informacyjny i pomaga w podjęciu świadomej decyzji.
Dokument ten jest obowiązkowy w dystrybucji ubezpieczeń i musi być dostarczany klientom przed zawarciem umowy. W praktyce oznacza to, że ubezpieczyciele mają obowiązek przygotowania i udostępnienia IPID dla każdego produktu ubezpieczeniowego, a dystrybutorzy (np. agenci, multiagencje) muszą zapewnić klientom dostęp do tego dokumentu. 
Kluczowe informacje zawarte w Karcie Produktu Ubezpieczeniowego:
- Zakres ochrony: Co obejmuje ubezpieczenie.
- Wyłączenia odpowiedzialności: W jakich sytuacjach ubezpieczyciel nie ponosi odpowiedzialności.
- Koszty i warunki: Cena polisy oraz zasady jej działania.
- Sposób zgłaszania roszczeń: Procedura postępowania w przypadku szkody.
- Możliwości rozwiązania umowy: Jak można zakończyć umowę ubezpieczenia.

Karta Produktu Ubezpieczeniowego (KPU) różni się od:
- Umowy ubezpieczenia: KPU to dokument informacyjny, a umowa to wiążący kontrakt.
- Wzorca umownego: KPU nie jest wzorcem umownym, ani częścią umowy uzgodnionej indywidualnie.
- Materiału marketingowego: KPU ma na celu informowanie, a nie wyłącznie zachęcanie do zakupu[2].